# Юкон (Пенсільванія)
Юкон (англ. Yukon) — переписна місцевість (CDP) в США, в окрузі Вестморленд штату Пенсільванія. Населення — 656 осіб (2020).

## Географія
Юкон розташований за координатами 40°12′52″ пн. ш. 79°41′19″ зх. д. / 40.21444° пн. ш. 79.68861° зх. д. (40.214346, -79.688567).  За даними Бюро перепису населення США в 2010 році переписна місцевість мала площу 2,47 км², з яких 2,43 км² — суходіл та 0,04 км² — водойми.

## Демографія
Згідно з переписом 2010 року, у переписній місцевості мешкало 677 осіб у 306 домогосподарствах у складі 185 родин. Густота населення становила 274 особи/км².  Було 355 помешкань (144/км²).
Расовий склад населення:
| - 99,7 % — білих |

До двох чи більше рас належало 0,3 %. Частка іспаномовних становила 0,6 % від усіх жителів.
За віковим діапазоном населення розподілялося таким чином: 20,2 % — особи молодші 18 років, 60,3 % — особи у віці 18—64 років, 19,5 % — особи у віці 65 років та старші. Медіана віку мешканця становила 43,0 року. На 100 осіб жіночої статі у переписній місцевості припадало 98,5 чоловіків;  на 100 жінок у віці від 18 років та старших — 97,1 чоловіків також старших 18 років.
Середній дохід на одне домашнє господарство  становив 69 326 доларів США (медіана — 54 635), а середній дохід на одну сім'ю — 68 977 доларів (медіана — 69 167). За межею бідності перебувало 15,4 % осіб, у тому числі 0,0 % дітей у віці до 18 років та 9,2 % осіб у віці 65 років та старших.
Цивільне працевлаштоване населення становило 414 осіб. Основні галузі зайнятості: освіта, охорона здоров'я та соціальна допомога — 34,1 %, роздрібна торгівля — 20,5 %, транспорт — 14,0 %, виробництво — 8,0 %.